# Михаэлис, Георг
Георг Михаэлис (нем. Georg Michaelis; 8 сентября 1857, Гайнау, Силезия — 24 июля 1936, Бад-Заров, Бранденбург) — немецкий юрист и политический деятель. С 14 июля по 31 октября 1917 года в течение трёх с половиной месяцев занимал пост рейхсканцлера Германии и министра-президента Пруссии.

## Биография
Георг Михаэлис родился 8 сентября 1857 года в семье потомственных юристов.
Изучал юриспруденцию во Вроцлавском, Лейпцигском и Вюрцбургском университетах. Защитив диплом в Гёттингенском университете, преподавал в Школе немецких юридических наук в Токио с 1885 по 1889 годы, был иностранным советником при японском правительстве. Вернувшись в Германию, он поступил на государственную службу и работал в юридической и внутренней административной службе Пруссии.
Михаэлис принимал активное участие в студенческом движении Германии. В Бад-Зарове он организовал студенческий учебный центр.
Во время Первой мировой войны высшим военным чинам Германии удалось сместить с должности Теобальда фон Бетмана-Гольвега и привести к власти никому особо не известного юриста Георга Михаэлиса. Однако вскоре выяснилось, что не участвовавший в политической жизни Михаэлис не справляется со своей новой работой. У него не сложились отношения с рейхстагом, который требовал проведения демократических реформ. 31 октября 1917 года Михаэлис ушёл в отставку и отказался от портфеля в новом кабинете Георга фон Гертлинга.
После отставки с поста рейхсканцлера с 1 апреля 1918 года по 31 марта 1919 года Михаэлис занимал пост президента прусской провинции Померания.
Георг Михаэлис умер 24 июля 1936 года

## Труды
- Für Staat und Volk. Eine Lebensgeschichte. Berlin: Furche 1922.
- Weltreisegedanken. Berlin: Furche 1923.